# Citaman (Nagreg)
Citaman is een bestuurslaag in het regentschap Bandung van de provincie West-Java, Indonesië. Citaman telt 14.327 inwoners (volkstelling 2010).